# KFC Kalná nad Hronom
KFC Kalná nad Hronom là một câu lạc bộ bóng đá Slovakia, đến từ thị trấn Kalná nad Hronom.

## Màu sắc
Màu sắc của câu lạc bộ là xanh dương và đỏ.